# دانشگاه آلاباما
دانشگاه آلاباما (به انگلیسی: University of Alabama) یک دانشگاه تحقیقاتی دولتی در تاسکالوسا واقع در ایالت آلاباما آمریکا است که در سال ۱۸۳۱ میلادی بنیان‌نهاده شده‌است.

## رتبه‌بندی
در رتبه‌بندی دانشگاه‌های جهان QS در سال ۲۰۲۰ دانشگاه آلاباما در رده ۷۵۰-۷۰۱ جهان قرار گرفته‌است. همچنین در رتبه‌بندی مؤسسه تایمز در سال ۲۰۲۰ این دانشگاه رتبه ۵۰۰-۴۰۱ را در بین دانشگاه‌های جهان از آن خود کرده‌است.

## دانشکده‌ها
دانشکده‌های دانشگاه آلاباما عبارتند از :

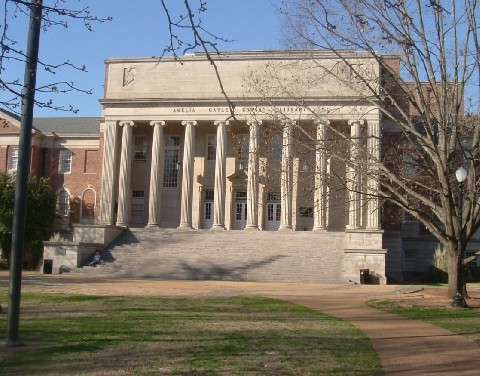

- دانشکده علوم و هنر
- دانشکده علوم اطلاعات و ارتباطات
- دانشکده علوم سلامت جامعه
- دانشکده کسب‌وکار
- دانشکده آموزش
- دانشکده مهندسی
- دانشکده تحصیلات تکمیلی
- دانشکده علوم زیست‌محیطی انسانی
- دانشکده حقوق
- دانشکده پرستاری
- دانشکده کار اجتماعی